# D11 (motorväg, Tjeckien)

Sträckningskarta över motorväg D11

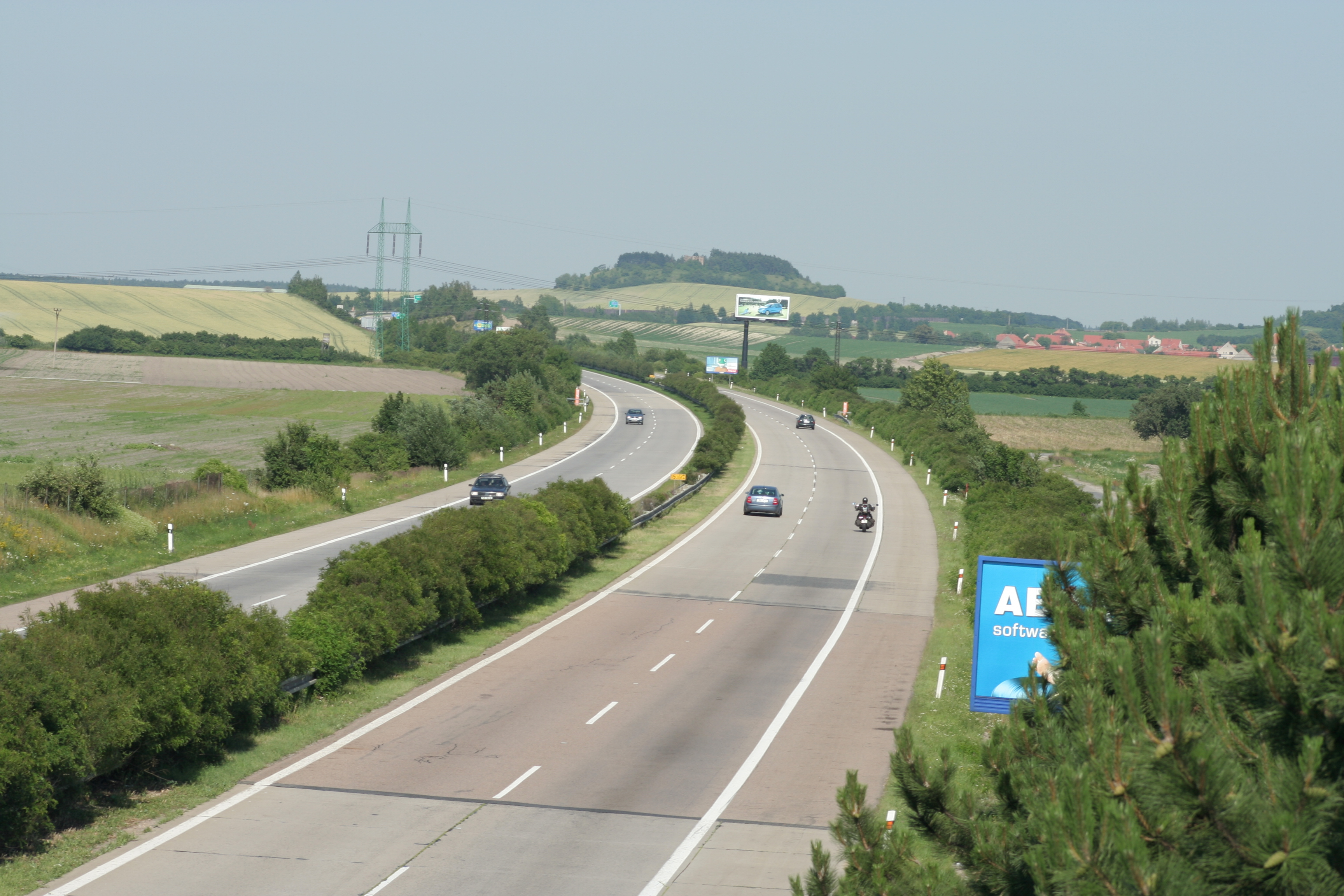
D11 (km 18)

D11 är en motorväg i Tjeckien som går mellan Prag och Poděbrady. Utbyggnader av denna motorväg pågår då den kommer att fortsätta via Hradec Králové till gränsen till Polen. Detta kommer det att bli en motorväg som kommer att gå från Prag till Polen.